# Plavé Vozokany
Plavé Vozokany és un poble i municipi d'Eslovàquia que es troba a la regió de Nitra, al sud-oest del país. La primera menció escrita de la vila es remunta al 1327.

## Demografia
| Godina             | 1994 | 2004   | 2014   | 2024   |
| ------------------ | ---- | ------ | ------ | ------ |
| Nombre de persones | 928  | 866    | 810    | 768    |
| Diferència         |      | −6,68% | −6,46% | −5,18% |

| Godina             | 2023 | 2024   |
| ------------------ | ---- | ------ |
| Nombre de persones | 755  | 768    |
| Diferència         |      | +1,72% |